# Runcton Holme
Runcton Holme is een civil parish in het bestuurlijke gebied King's Lynn en West Norfolk, in het Engelse graafschap Norfolk met 657 inwoners.